# تونتو ویلج (آریزونا)
تونتو ویلج (به انگلیسی: Tonto Village) یک منطقهٔ مسکونی در ایالات متحده آمریکا است که در آریزونا واقع شده‌است. تونتو ویلج ۰٫۸۷ کیلومتر مربع مساحت و ۱٬۳۸۰ نفر جمعیت دارد و ۱٬۷۴۳٫۴۸ متر بالاتر از سطح دریا واقع شده‌است.